# Врчин
Врчин је насеље у Градској општини Гроцка у Граду Београду. Према попису из 2022. има 8.601 становника (према попису из 2011. било је 9.088 становника). Надморска висина Врчина је 138 m. Врчин је релативне јаке густине насељености 185 становника по km². Најближи већи град је Београд 18,1 km северозападно од Врчина.
Врчин се 1528. године помиње први пут под именом Хрчин. Село је шумадијског типа, и раздвајају га Доња и Горња Мала (центар). Куће су у овом селу доста збијене, разређене или удаљене 60 m. Ретке су оне удаљене 100 метра, а још ређе 200 и 300 m. Окућнице нису велике, а најчешће поред шљивика имају и гајеве. Село не поседује праве путеве осим сеоског коловоза. Рамничарски крајеви су обично модернији. Прва кућа је саграђена пре 20 година, која је била на растојању од Брђана 1–2 km. Прави шумадијски тип су Брђани, овај крај је уједно и најстарији у селу. Најстарији делови Врчина најчешће имају збијене куће.
Врчин поседује школу која се зове ОШ „Свети Сава“ и цркву Светих апостола Петра и Павла, у којој је богослужио Патријарх Иринеј.

## Име
О тачном пореклу имена Врчин се не зна. У Врчину су живели антички народ Келти, Скордисци, па је могуће да назив Врчин потиче од келтског Vrdda(in) (што значи почаствован), па та реч прелази у Vrdtin, одатле и Врчин, што би се превело као: Тврђава (град) почаствованима. Друга теорија је исто у вези са Келтима, према академику Владимиру Ћоровићу у називу Врчина очувало се име светишта богиње Орције (sacrum Orcinum).
Године 1528. се помиње под именом Хрчин и то је уједно и прво помињање Врчина, а године 1732. Врчин је припадао београдском „дистрикту“ и имао је 35 домова. У то доба се помиње под аустријским именом Vrozi, Wertschan и Вречин.

Према Николи Апостоловићу у његовој књизи „Прва књига о Врчину“, постоји много теорија о томе како је Врчин добио име. Он пише: 
Надајући се да ћу у предању наићи на решење загонетке имена Врчин многе сељане, са којима сам разговарао у својим трагањима, питао сам знају ли откуд име Врчин и шта оно значи. Невероватна је шароликост прича које сам чуо, од тога да је име добијено по некаквој тикви од које се сушењем праве посуде, врчеви, преко приче о томе да је у Врчину било много кошница те се мед много врцао, затим да се први човек који се овде населио, и то у пределу Грабља звао Врча, па све до духовите скаске о путописцу Енглезу који је овде почашћен вином тражио још показујући на врч и говорећи ин (у).— Никола Апостоловић, Прва књига о Врчину

## Географија

### Основно
Врчин се налази у јужном ободу Панонског басена. Пољопривредне области су углавном ратарства, воћарства и виноградарства. Загађеност ваздуха је мала, осим поред ауто-пута, и квалитет земљишта показује да је земљиште здраво. Гајњаче су тип земљишта који доминира у Врчину. Врчин има неогене наслаге панона. Литолошки састав, у овом подручју је веома разноврстан. Рељеф Врчина је брдовит.

### Географски положај
Врчин има добар географски положај. Налази се југоисточно од Авале, у централно-источном делу општине, 18,1 km југоисточно од Београда и 14 km западно од седишта општине Гроцке. Налази се у подручју реке Болечице и великих раскрсница на прузи Београд-Пожаревац, ауто-пут Београд-Ниш, регионални пут који повезује ауто-пут и Смедеревски пут (кроз Заклопачу) и још један који повезује ауто-пут Београд-Крагујевац. Болечица извире у Врчину.

### Насеља
Врчин има неколико сопствених насеља (засеока). Они се могу поделити на два дела, авалски (западно од ауто-пута) и дунавски (источно од ауто-пута)
Дунавски део:
- Церје, најјужнија област Врчина, није баш повезана са Врчином у неком смислу, добило је име по биљци церу.
- Доња Мала, представља највећи део северног Врчина.
- Јанковићи, најисточнији део који повезује Врчин са Заклопачом, добило је име по породичном презимену.
- Траншпед, северна област која је најближа Београду, добила је име по компанији Траншпед.

- Орловица, место код Траншпеда, добило је назив по орлу.
- Колонија, место између Траншпеда и Доње Мале.

Авалски део:
- Аврамовићи, северна област која је добила име по породичном презимену.
- Карагача, северно-западна област, викенд насеље. Добила је назив по турској речи (тур. karaağaç) и изворно значи брест.
- Бајић Крај, источна област која је добила име по породичном презимену.
- Царино Насеље, јужно-источна област дуж ауто-пута.
- Феропласт, између Слатине и Јаричишта, добило име по компанији.
- Горња Мала, део између центра и Доње Мале.
- Мало Поље, јужно-западна област.
- Побрђани, централно-јужна област.
- Рамнице, најјужнија област.
- Јаричиште, западна област.
- Слатина, најзападнији део Врчина, викенд насеље.
- Касаповац, западно-јужни део.
- Прњавор, засеок Рипња и Врчина на југу Врчину. Прњавор је назив за сеоско место близу манастира.
- Касаповац, западно-јужни део.
- Годањ, јужни део ка Бегаљици.
- Циганска мала, западно-централни део.
- Шупља Стена, западни део, викенд насеље.

### Клима
Клима је континентална и влажна. Просечна температура је 12°. Најтоплији месец је јул, са око 24°, а најхладнији је јануар са -2°. Падавина је просечно 1.025 милиметара годишње. Највлажнији месец је мај са 172 mm кише, а најсувљи месец је август са 43 mm кише.

## Црква
Иконостас цркве је рађен 1896. године. Црва је саграђена у византијском стилу од 1997-1998. Црква има око 10 литургијских књига из XVIII века. У њих спадају: Пластир, штампан у Москви 1760. године; штампан у Бечу 1795; Ирмологија; штампана у Бечу 1791. године у Курцбековој штампарији; Триод, штампан у Москви 1813. године; комплет Минеја, штампан у Москви у првој половини 19. века и једна Пасхалагија, штампана у истом периоду у Београду.

## Економија
Упркос недавном развоју радионица и комерцијалних сектора (укључујући изградњу тржног центра у центру насеља), економија је углавном заснована на пољопривреди. Индустрија је развијена, поседује и институт „Суперлаб“.

## Политика
Врчин је некада било седиште своје општине, која је расформирана у општину Гроцку. С времена на време, предлаже се раздвајање Врчина из општине Гроцке, због удаљености од свог општинског седишта и чињенице да има више становника од Гроцке. Недавни предлог је био да се поделе Врчин и неколико насеља из општине Вождовац (Зуце, Пиносава, Рипањ, Бели поток) у нову, под-Аваласку општину Авалски венац. Тренутни председник месне заједнице Врчина је Радомир Аврамовић.

## Демографија
Врчин је статистички класификује као сеоско насеље (село) и званично је друго по броју становника у општини Гроцкој. Међутим, незваничне процене не укључују избеглице (не рачунају у извештајима службених пописа).
У насељу Врчин живи 6980 пунолетних становника, а просечна старост становништва износи 40,6 година (39,7 код мушкараца и 41,5 код жена). У насељу има 3035 домаћинстава, а просечан број чланова по домаћинству је 2,86.
Ово насеље је у великим делом насељено Србима (према попису из 2002. године), а у последња три пописа, примећен је пораст у броју становника.
|             | \| Демографија[19] \| Демографија[19] \| Демографија[19] \| \| Година \| Становника \| Становника \| \| --------------- \| --------------- \| --------------- \| \| 1948. \| 5.040 \| \| \| 1953. \| 5.342 \| \| \| 1961. \| 6.042 \| \| \| 1971. \| 6.263 \| \| \| 1981. \| 7.327 \| \| \| 1991. \| 8.034 \| 7.589 \| \| 2002. \| 8.667 \| 9.328 \| \| 2011. \| 9.088 \| \| \| 2022. \| 8.601 \| \| |            |
| Демографија | |            |
| Година      | Становника | Становника |
| 1948.       | 5.040 |            |
| 1953.       | 5.342 |            |
| 1961.       | 6.042 |            |
| 1971.       | 6.263 |            |
| 1981.       | 7.327 |            |
| 1991.       | 8.034 | 7.589      |
| 2002.       | 8.667 | 9.328      |
| 2011.       | 9.088 |            |
| 2022.       | 8.601 |            |

| Етнички састав према попису из 2002. | Етнички састав према попису из 2002. | Етнички састав према попису из 2002. | Етнички састав према попису из 2002. | Етнички састав према попису из 2002. |
| ------------------------------------ | ------------------------------------ | ------------------------------------ | ------------------------------------ | ------------------------------------ |
|                                      |                                      |                                      |                                      |                                      |
| Срби                                 | Срби                                 |                                      | 8.418                                | 97,12%                               |
| Југословени                          | Југословени                          |                                      | 27                                   | 0,31%                                |
| Црногорци                            | Црногорци                            |                                      | 24                                   | 0,27%                                |
| Роми                                 | Роми                                 |                                      | 20                                   | 0,23%                                |
| Хрвати                               | Хрвати                               |                                      | 16                                   | 0,18%                                |
| Горанци                              | Горанци                              |                                      | 16                                   | 0,18%                                |
| Македонци                            | Македонци                            |                                      | 14                                   | 0,16%                                |
| Муслимани                            | Муслимани                            |                                      | 6                                    | 0,06%                                |
| Бугари                               | Бугари                               |                                      | 6                                    | 0,06%                                |
| Бошњаци                              | Бошњаци                              |                                      | 5                                    | 0,05%                                |
| Мађари                               | Мађари                               |                                      | 4                                    | 0,04%                                |
| Румуни                               | Румуни                               |                                      | 3                                    | 0,03%                                |
| Словенци                             | Словенци                             |                                      | 2                                    | 0,02%                                |
| Немци                                | Немци                                |                                      | 2                                    | 0,02%                                |
| Украјинци                            | Украјинци                            |                                      | 1                                    | 0,01%                                |
| Руси                                 | Руси                                 |                                      | 1                                    | 0,01%                                |
| непознато                            | непознато                            |                                      | 26                                   | 0,29%                                |

| \| \| м \| \| \| ж \| \| ? \| 10 \| \| \| 7 \| \| 80+ \| 61 \| \| \| 92 \| \| 75—79 \| 105 \| \| \| 155 \| \| 70—74 \| 225 \| \| \| 287 \| \| 65—69 \| 252 \| \| \| 295 \| \| 60—64 \| 233 \| \| \| 248 \| \| 55—59 \| 256 \| \| \| 234 \| \| 50—54 \| 389 \| \| \| 380 \| \| 45—49 \| 365 \| \| \| 363 \| \| 40—44 \| 303 \| \| \| 289 \| \| 35—39 \| 231 \| \| \| 280 \| \| 30—34 \| 266 \| \| \| 265 \| \| 25—29 \| 295 \| \| \| 278 \| \| 20—24 \| 302 \| \| \| 296 \| \| 15—19 \| 277 \| \| \| 266 \| \| 10—14 \| 260 \| \| \| 250 \| \| 5—9 \| 233 \| \| \| 212 \| \| 0—4 \| 206 \| \| \| 201 \| \| Просек : \| 39,7 \| \| \| 41,5 \| |      |  |  |      |
| |      |  |  |      |
| | м    |  |  | ж    |
| ? | 10   |  |  | 7    |
| 80+ | 61   |  |  | 92   |
| 75—79 | 105  |  |  | 155  |
| 70—74 | 225  |  |  | 287  |
| 65—69 | 252  |  |  | 295  |
| 60—64 | 233  |  |  | 248  |
| 55—59 | 256  |  |  | 234  |
| 50—54 | 389  |  |  | 380  |
| 45—49 | 365  |  |  | 363  |
| 40—44 | 303  |  |  | 289  |
| 35—39 | 231  |  |  | 280  |
| 30—34 | 266  |  |  | 265  |
| 25—29 | 295  |  |  | 278  |
| 20—24 | 302  |  |  | 296  |
| 15—19 | 277  |  |  | 266  |
| 10—14 | 260  |  |  | 250  |
| 5—9 | 233  |  |  | 212  |
| 0—4 | 206  |  |  | 201  |
| Просек : | 39,7 |  |  | 41,5 |

| Број домаћинстава                                        | 1.082 | 1.171 | 1.539 | 1.733 | 2.079 | 2.227 | 3.035 |   |   |           |        |
| Број домаћинстава по броју чланова према попису из 2002. |       |       |       |       |       |       |       |   |   |           |        |
| Број чланова                                             | 1     | 2     | 3     | 4     | 5     | 6     | 7     | 8 | 9 | 10 и више | Просек |
| Број домаћинстава                                        | 649   | 846   | 523   | 599   | 233   | 118   | 54    | 9 | 3 | 1         | 2,86   |

| Пол    | Укупно | Неожењен/Неудата | Ожењен/Удата | Удовац/Удовица | Разведен/Разведена | Непознато |
| ------ | ------ | ---------------- | ------------ | -------------- | ------------------ | --------- |
| Мушки  | 3.570  | 899              | 2.376        | 162            | 128                | 5         |
| Женски | 3.735  | 635              | 2.367        | 576            | 149                | 8         |
| УКУПНО | 7.305  | 1.534            | 4.743        | 738            | 277                | 13        |

| Пол    | Укупно                    | Пољопривреда, лов и шумарство | Рибарство                            | Вађење руде и камена | Прерађивачка индустрија       |
| ------ | ------------------------- | ----------------------------- | ------------------------------------ | -------------------- | ----------------------------- |
| Мушки  | 1.569                     | 116                           | 0                                    | 0                    | 344                           |
| Женски | 1.126                     | 98                            | 0                                    | 0                    | 204                           |
| УКУПНО | 2.695                     | 214                           | 0                                    | 0                    | 548                           |
| Пол    | Производња и снабдевање   | Грађевинарство                | Трговина                             | Хотели и ресторани   | Саобраћај, складиштење и везе |
| Мушки  | 21                        | 134                           | 308                                  | 47                   | 285                           |
| Женски | 3                         | 25                            | 243                                  | 26                   | 53                            |
| УКУПНО | 24                        | 159                           | 551                                  | 73                   | 338                           |
| Пол    | Финансијско посредовање   | Некретнине                    | Државна управа и одбрана             | Образовање           | Здравствени и социјални рад   |
| Мушки  | 9                         | 69                            | 81                                   | 35                   | 65                            |
| Женски | 11                        | 56                            | 49                                   | 74                   | 219                           |
| УКУПНО | 20                        | 125                           | 130                                  | 109                  | 284                           |
| Пол    | Остале услужне активности | Приватна домаћинства          | Екстериторијалне организације и тела | Непознато            | Непознато                     |
| Мушки  | 49                        | 0                             | 0                                    | 6                    | 6                             |
| Женски | 51                        | 8                             | 0                                    | 6                    | 6                             |
| УКУПНО | 100                       | 8                             | 0                                    | 12                   | 12                            |

### Постанак села и порекло становништва
Године 1813, сви становници села су бежали преко Саве и Дунава у Аустрију. За Теофиловиће се прича да су побегли у село Јарковцу (околина Панчева), у које је дада дошао са 7 синова. Отуда су почели да се враћају, обично после 2-3 године, а неки су се тамо за стално населили.
Староседеоци: Косанићи, Бугарчићи, Старчевићи, Васићи, Пуровићи, Исидоровићи, Обрадовићи, Бајићи, Јованчевићи, Рајићи, Коџићи и Максимовићи.
Из призренске околине:
- Вагићи, који су први дошли из призренске околине, њих називају Грцима, а од њих воде порекло:
- Дамњановићи
- Вујићи
- Кузмановићи
- Маринковићи

У то време у селу су били и:
- Кнежевићи (белопољци), од њих воде порекло:
- Стекићи
- Крантићи који су дошли са Косова
- Филиповићи који су исто дошли са Косова
- Теофиловићи (Товиловићи – а неки их зову и Швабићи) – „Ере“ су дошли из Чачка
- Мићићи
- Јовичићи од другог:
- Синђелићи и Теофиловићи од трећег:
- Теофиловићи, Апостоловићи и Грујићи од четвртог:
- Лалићи, Лазаревићи и Којићи
- Товиловићи су и:
- Живановићи, Митрићи и Грујићи

То је највећа породица у овом селу, а има их још 18. Сад имају преко 100 кућа и 20 посебних породица
Остали:
- Влаховићи, пореклом Власи
- Сарићи (Ненадовићи)
- Јашићи, су из Болеча, где им је дада урадио убиство па су побегли
- Максимовићи су из Бугарске, деда им је овде купио имање па су се населили
- Пајићи, деда им се населио у Врчину
- Несторовићи и Дамњановићими, су из Параћина
- Јеремићи, су пореклом од Станка Станковића, који га је Јеремија довео из Београда, јер се оженио са његовом мајком. Станко је пореклом са Косова
- Мијатовићи су из Парацана
- Јањићи, су пореклом Старчевићи
- Кљајићи, су из Бањалуке
- Паскијевићи, су из Војводине
- Ђорићи, су пореклом од Бугарина који је радио у овом селу
- Деспотовићи, воде порекло од Бугарина

Новији дошљаци:
- Михајловић, из Поповића
- Грбићи, из Лике, дошли су пре 20 година
- Петровићи, су из Скопља
- Јевтићи, из Пудараца
- Кузмановићи и Марковићи су дошли из Друговца пре 20 година
- Илићи су, исто, из Друговца
- Стојановићи, из Врања
- Соколовићи, из Црвене Јабуке
- Костићи, из Крушева
- Тодоровићи, из Бањалуке
- Ивановићи, са Косова
- Маринковићи, из Баћевца, порекло воде од Маринка
- Зорићи, пореклом Мађари из Баје, дошли су пре 16 година, пре су били у Пожаревцу и Смедереву
- Костићи, су из Куманова
- Табаковићи, су из Војводине
- Хермани, су из Хомољице
- Бугарини, су из Камбеловца
- Благојевићи, су из Гроцке
- Васиљевићи, су из Војводине
- Петровићи, механџије су из Маврова, дошли су пре 50 година.

Један пастир се доселио 1859. из Кочине. Не зна се његово име, а ни презиме.
У Горњој Мали (центру), са свим деловима су: Товиловићи (Теофиловићи), Крантићи, Бугарчићи, Јашићи, Пуровићи, Кузмановићи, Грујићи (Товиловићи), Синђелићи (Товиловићи), Јованчевићи, Бајићи, Косанићи, Илићи, Јеремићи, Кнежевићи, Пајићи, Влаовићи, Исидоровићи (Пуровићи), Обрадовићи (Пуровићи), Соколовићи, Марковићи, Јевтићи, Сарићи или Ненадовићи, Стојановићи, Михајловићи и др.
У Доњој Мали су: Рајићи, Маринковићи, Ђорићи, Стекићи, Кнежевићи, Вагићи, Дамњановићи (Стекићи), Ивковићи, Васићи, Старчевићи, Максимовићи, Несторовићи, Мијатовићи, Влаовићи, Васиљевићи и др.
У Репници су: Вагићи, Вујићи, Кузмановићи, Јанковићи, Кнежевићи, Маринковићи и др.

## Историја

### 16. век и настанак
Око цркве се некада налазило Маџарско насеље, које је некада било село, а сад је остало само неколико кућа. Пре садашње цркве раније је био Прњавор. На месту под називом Грабље, у Горњој Малој (центру), био је Врчин. Постоје и места где је остало старих воћњака, а ту су живели Крантићи, где је био и хан по чему и данас то место носи његово име.
Село се први пут помиње у XVI веку, у турском попису Влаха из Београдске нахије 1528. године које је тада носило назив Хрчин са 6 кућа. А у попису из 1528–30. године пише да је тада село имало само 12 становника, а после 30 година 19 становника. Такође се и помиње „поп син Вујица”, а такође и „манастир Раковица око Хрчина“. Не зна се кад је у том периоду Врчин поседовао цркву.
У то време у Врчину је постојало више села, Карагача, Касабова, која се помиње као „мезар” тј. селиште, што значи да је раније постојало село, али је после расељено, а од 1560. године носи данашњни назив Касаповац. Затим се помиње село Годен, за кога др. Хазим Шабановић, (преводилац записа са турског језика), пише да се најпре налазило у београдској, а затим у авалској нахији, али је непознато где се налази то село, али би то могао бити данашњи Годањ, потес на источној страни села.
Предање вели да су Врчин основали преци Косанића, после којих су дошли Бугарћићи. Старе су породице, које не знају од куда су старином, : Старћевићи (Васићи), Пуровићи (Исидоровићи, Обрадовићи), Митрићи, Бајићи, Јовановићи итд. (подаци крајем 1921. године).

### 18. век
На данашњем Врчину, Бегаљици и Гроцкој налазила су се села Горњи и Доњи Гаврани, што се данас зове само Гавран. Данашња Орловица се некад звала Орлово, а село Рибница налазило се на месту где је данас засеок Рамнице и један крај Доње Мале у Врчину. У попису извршеном од стране Аустријанаца, после окупације београдске области 1717. године, село Врчин није више означено као насељено, али само 16 година касније, у попису Београдске митрополије из 1733 — 1735. године, Врчин се ипак помиње као село са 35 домаћинстава. Тек из пописа из 1846. године види се да је Врчин имао 123 куће и 877 становника, па је тако спао у највећа села у Србији. На то је утицало и на рано отварање школе у Врчину, већ 1860. године.
Прва црква Врчина је настала у XVIII веку код места Прљуша.

### 19. век
Предање вели да је село раније било на месту, које се зове Грабље. Године 1813, становници су напустили село и прешли су „преко“ (Војводине). У арачким списковима из првих десетина 19. века помиње се Врчин који је имао 1818. године. 76, а 1822. године. 81 кућу.
Друга црква је саграђена код места Синђелићеве воде, где се могу наћи остаци грађења. Највероватније је саграђена крајем XVIII или почетком 19. века после првог српског устанка. Неки Врчинци су после пораза отишли у Аустрију. Када су се вратили 1815. године поново су саградили цркву и у њој су се вршила богослужења до 1829. године, пошто је дошло до грађења ново Врчинске цркве. Она је дограђена и преправљена 1834. и 1896. године. Та црква Св. Апос. Петра и Павла је сазидана око 1830. у време Милоша Обреновића. Црква је 1896. украшена и доправљена помоћ свештеника М. Кузмановића и В. Петровића. Марко Богдановић је у Београду 22. јула 1834. обавестио Милоша Обреновића да су Врчинци са Лештанског мајдана узели око 140 кола камена, што је и одобрио Милош. Касније је Милутин Савић из Гроцке затражио од Милоша још потребних ресурса за изградњу.

### 20. век
Риста Т. Николић је крајем 20. века посећивао околину Београда, описивао је много села, али је за Врчин рекао да је страног порекла. Василије Довганић 1948. године записује:
Када су Турци и овим тереном настанио се један бег између Бегаљице и Врчина, коме су ова два села морала давати десетак. Када је бег десетак произвољно повећао, досељеници су отворено против тога „врчали”, бунили се, те по томе су људи околних села, ово мало насеље назвали Врчин.— Василије Довганић

### Ношња
Код Београдског Подунавља носила се коњига, тип ношње који покрива главу равнотањирастог облика. У власништву Етнографског музеја код Београда налази се једна коњига из Врчина. Осим коњига, Врчинци су носили и јелек, скути, кумоша, рубине, оплећак, назувице, опанке које су сами правили, Од осамдесетих година 19. века носили су шумадијски тип опанака. Од друге деценије 20. века носили су и опанке капчаре, који су направљени од фабричке коже.

## Спољашња литература
- Мапе, аеродроми и временска ситуација локација (Fallingrain)
- Гугл сателитска мапа (Maplandia)
- План насеља на мапи (Mapquest)